# Dymasius lubosi
Dymasius lubosi es una especie de escarabajo del género Dymasius, familia Cerambycidae. Fue descrita científicamente por Miroshnikov en 2019.
Habita en Vietnam. Los machos y las hembras miden aproximadamente 11 mm. El período de vuelo de esta especie ocurre en el mes de junio.